# Alcandora

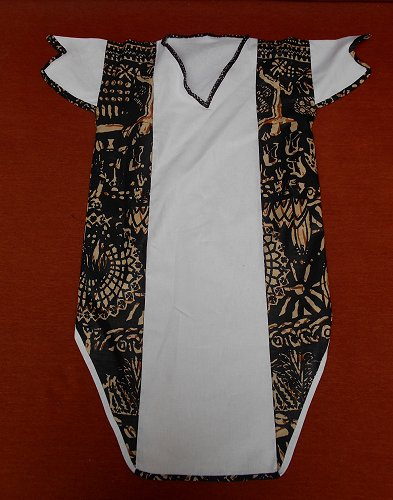
Gandoura.

La alcandora (del árabe al-qandūra) es un atuendo tradicional que se usa actualmente en el Norte de África, y que se caracteriza por una túnica larga y ancha sin mangas y sin capucha.

## Historia
En la Edad Media peninsular también se tiene noticia del uso de este tipo de ropaje.
En el Cancionero de Baena se recoge esta indumentaria indicando que era una prenda interior entonces y de uso tanto femenino como masculino.

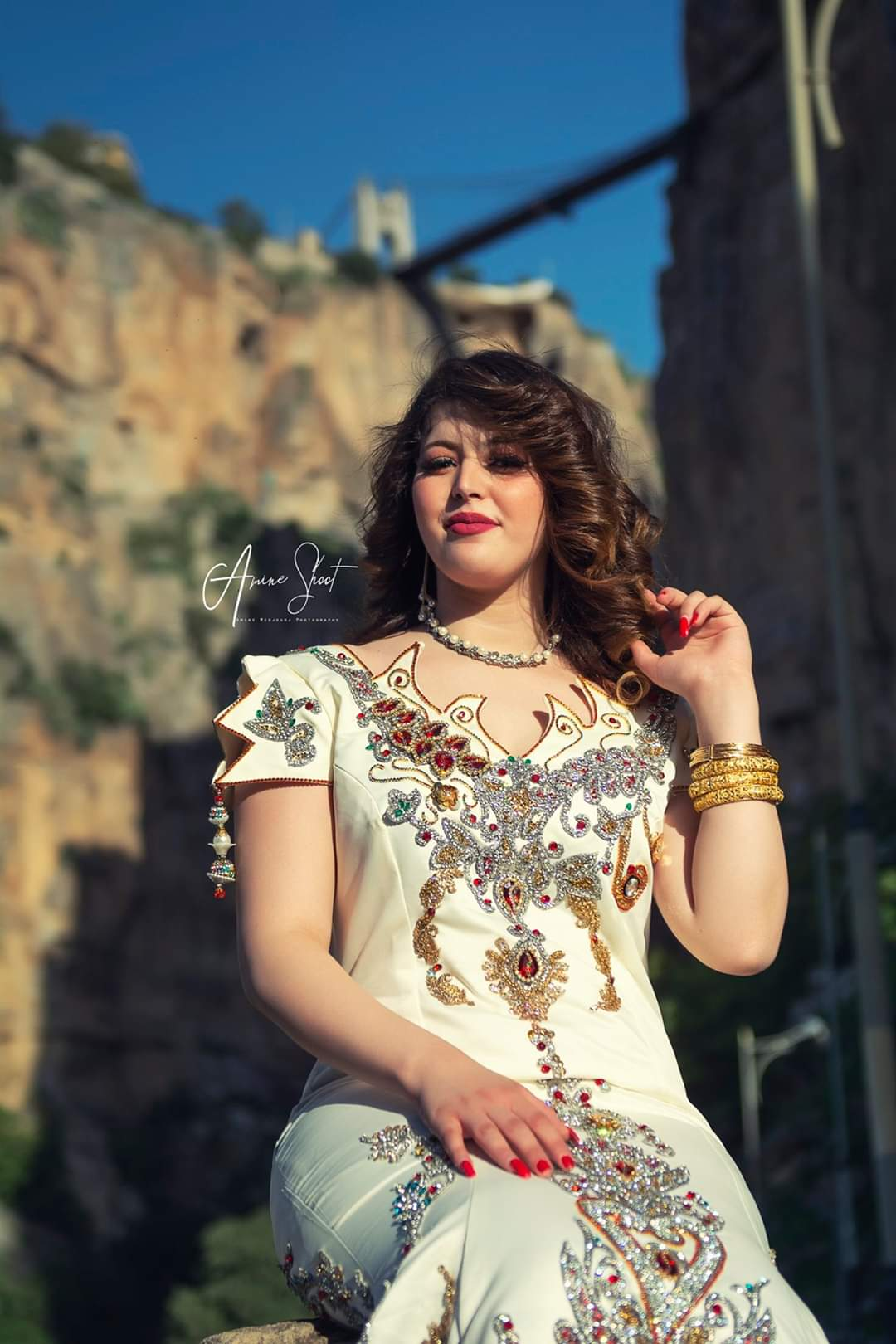
Una niña con un gandoura tradicional.